# 1910 у футболі
Нижче наведені футбольні події 1910 року у всьому світі.

## Національні чемпіони
- Аргентина
  - Алумні Атлетік

- Бельгія
  - Сен-Жиль

- Англія
  - Астон Вілла

- Німеччина
  - Карлсруе ФФ

- Угорщина
  - Ференцварош

- Італія
  - Інтернаціонале

- Люксембург
  - Расінг Клуб Люксембург

- Нідерланди
  - Х. В. В.

- Парагвай
  - Лібертад

- Шотландія
  - Селтік

- Швеція
  - Гетеборг

- Уругвай
  - Рівер Плейт

- Греція
  - Гоуді